# Сидитарка
Сидитарка (устар. Сиди-Тарка) — река в России, протекает по Ямало-Ненецкому АО. Устье реки находится в 66 км по левому берегу реки Непермецаяха. Длина реки составляет 14 км. В 3 км от устья по правому берегу реки впадает река Тояха.

## Данные водного реестра
По данным государственного водного реестра России относится к Нижнеобскому бассейновому округу, водохозяйственный участок реки — Пур. Речной бассейн реки — Пур.
Код объекта в государственном водном реестре — 15040000112115300057923.